# El Eco de Asturias
El Eco de Asturias fue un periódico español editado en Oviedo entre 1869 y 1891.

## Historia
El diario fue fundado en 1868-1869, bajo el subtítulo de «Diario Liberal Demoocrático». Quedó bajo la dirección de Enrique de Uría. Heredero del diario El Anunciador, llegó a rivalizar con el moderado El Faro Asturiano. Tuvo como redactores a Telesforo Salcedo y Andrés Sánchez del Real, contando también con la colaboración de autores como Leopoldo Alas, Juan Ochoa Betancourt, Laureano Suárez, Tomás Tuero, Julio Somoza o Fermín Canella.